# Francesco Petrucci
Francesco Petrucci (Albano Laziale, 1958) è uno storico dell'arte e architetto italiano.

## Biografia
Considerato uno dei massimi studiosi del Bernini, il cui catalogo ha ampliato con importanti ritrovamenti e nuove aperture critiche nei campi della pittura, scultura e arti decorative, ha dedicato numerose ricerche alla ritrattistica barocca, tra libri, cataloghi di mostre, saggi e articoli pubblicati in riviste scientifiche. Tra i più autorevoli specialisti del Barocco romano, tanto da essere punto di riferimento per gli studi inerenti al '600 e al '700 romano, è uno degli esperti più accreditati dalle maggiori case d'asta al mondo, da collezionisti e istituzioni museali. In particolare la sua opinione è ritenuta imprescindibile per dipinti attribuiti a G. B. Beinaschi, G. B. Gaulli “il Baciccio”, P. F. Mola, L. Stern, G. Troppa e J. F. Voet, artisti di cui ha scritto studi monografici. Viene ritenuto anche studioso di riferimento per la committenza Chigi.
Laureato in architettura presso l'Università degli Studi di Roma "La Sapienza" nel 1983 con votazione 110/110 cum laude, ha svolto la tesi di laurea in storia dell’architettura dal titolo “Palazzo Chigi ad Ariccia”, relatore Prof. Sandro Benedetti, frequentando poi la scuola internazionale di specializzazione in restauro dei monumenti presso la medesima università (1984-85).
Dal 1998 ricopre la carica di Conservatore di Palazzo Chigi in Ariccia, di cui ha diretto i restauri (1990-1999) e progettato la trasformazione in una struttura culturale museale polifunzionale, integrata nel 2007 con l’apertura del Museo del Barocco romano di cui è stato promotore ed attualmente Direttore, costituito dalle prestigiose donazioni delle collezioni Fagiolo, Lemme, Ferrari, Laschena, Peretti, etc.
Tra il 1984 e il 1998 ha progettato e diretto il restauro di vari monumenti berniniani ad Ariccia (Piazza di Corte, Palazzo Chigi, Santuario di Galloro, Complesso dell’Assunta, Porta Romana, Porta Napoletana) e la progettazione in stile post-moderno del nuovo Palazzo Municipale (1997-98).
Direttore della storica rivista “Castelli Romani”, dal 2002 è Professore affiliato di storia dell’arte presso il College of Human Science, della Auburn University (Alabama, USA)..
Insignito, il 10 dicembre 2003 in Campidoglio, del premio “Personalità Europea 2003”, dal dicembre 2016 è membro del “Centro di Studi sulla Cultura e l’Immagine di Roma”.
Dal 2018 membro del “Gruppo dei Romanisti".
La conoscenza nel 1989 del critico d'arte Maurizio Fagiolo dell'Arco (Roma 22 novembre 1939 – 11 maggio 2002), suo maestro e guida culturale, si rivela determinante per il suo percorso professionale e culturale. 
In quegli anni Petrucci si stava occupando dell’inventario di tutti i beni mobili del Palazzo Chigi, soprattutto con il supporto delle ricerche archivistiche che svolgeva sui documenti contabili e sugli inventari seicenteschi dell’archivio Chigi in deposito presso la Biblioteca apostolica vaticana. Le prime scoperte che ebbe modo di fare furono pubblicate in un articolo apparso sul “Bollettino d’Arte” nel 1992 e poi in altri contributi ospitati nella stessa sede, meritandogli la stima e l’amicizia di personalità quali Marcello Fagiolo, Italo Faldi, Oreste Ferrari, Valentino Martinelli, Federico Zeri. Nelle ricerche sui numerosi dipinti e arredi chigiani, individuò un cospicuo nucleo di ritratti riferibili alla mano del pittore fiammingo Jacob Ferdinand Voet, di Alessandro Mattia da Farnese e Giovanni Maria Morandi, oltre a busti di Giuseppe Mazzuoli e Bernardo Fioriti, che approdarono a pubblicazioni sulle riviste “Bollettino d’Arte”, "Storia dell'Arte", “Revue de l’Art”, “Antologia di Belle Arti” e "Labyrinthos". Tali prime indagini sarebbero poi sfociate nei grandi studi monografici sulla ritrattistica barocca romana pubblicati anni dopo. L'amicizia e la collaborazione con Fagiolo dell'Arco lo avvicinarono alla conoscenza di altri studiosi di chiara fama quali Sir Denis Mahon, Irving Lavin, Pierre Rosenberg, Alvar González-Palacios, Arnauld Brejon de Lavergnée, Sthepháne Loire, Vittorio Sgarbi, antiquari come Ferdinando Peretti, Fabrizio Apolloni, Enzo Costantini, Franco e Alberto Di Castro, collezionisti come Fabrizio e Fiammetta Lemme, Luigi Koelliker. I rapporti di amicizia e di stima nei suoi confronti portarono alcune di queste personalità alla donazione di opere per il Museo del Barocco di Palazzo Chigi e delle loro importanti collezioni d'arte come quelle di Maurizio Fagiolo dell'Arco (2001), Fabrizio e Fiammetta Lemme assieme ai figli Giuliano ed Ilaria (2007), Oreste Ferrari (2008), Renato Laschena (2008), compresi disegni e quadri donati da parte di Ferdinando Peretti sin dal 2002 e altri lasciti liberali.
Opere di riferimento fondamentali sono le sue monografie: Jacob Ferdinand Voet (1639-1689) detto “Ferdinando dei Ritratti”, Ugo Bozzi editore, Roma 2005; Bernini Pittore, Ugo Bozzi editore, Roma 2006; Pittura di Ritratto a Roma. Il Seicento, 3 voll., Budai editori, Roma 2008; Baciccio. Giovan Battista Gaulli, Ugo Bozzi editore, Roma 2009; Pittura di Ritratto a Roma. Il Settecento, 3 voll., Budai editori, Roma 2010; Ludovico Stern (1709-1777). Pittura rococò a Roma, Budai editori, Roma 2012 (collaborazione di D. K. Marignoli); Giovan Battista Beinaschi. Pittore barocco tra Roma e Napoli, Budai editori, Roma 2011 (collaborazione V. Pacelli et al.); Pier Francesco Mola (1612-1666). Materia e colore nella pittura del ‘600, Ugo Bozzi editore, Roma 2012; Girolamo Troppa. Un protagonista del Barocco romano, a cura di, Ediart, Todi 2021.

## Riscoperte
- G. L. Bernini, Busto di papa Paolo V Borghese (Malibù, Getty Museum)[8][9][10].

Il busto disperso a seguito di un’asta di opere d’arte della collezione Borghese tenuta a Roma nel 1893, è stato riscoperto da Petrucci a Bratislava nell'ottobre 2014 dove venne chiamato da un giovane imprenditore francese residente in quella città. Il racconto dello studioso è appassionante: «Volle che andassi da solo con lui, mi portò in una zona periferica di Bratislava, quindi entrammo in uno scantinato varcando una serie di porte di ferro. Arrivati in uno stanzone completamente vuoto e arieggiato solo da una finestrella in alto, vidi per terra, sopra una piattaforma, il busto coperto da un lenzuolo bianco». Era il capolavoro perduto, che riappariva dopo circa 120 anni.
- G. L. Bernini, Salvator Mundi (Roma, S. Sebastiano Fuori le Mura)[11][12]

Il busto venne ritrovato per un caso fortuito. Nell'agosto del 2001 a Urbino, si sta svolgendo una mostra dedicata a papa Clemente XI Albani. Tra le foto pubblicate in catalogo ce n’è una che riproduce un busto raffigurante una statua di Cristo. La relativa scheda la segnala ubicata «nel Monastero di San Sebastiano fuori le Mura, già nella sagrestia Albani» e attribuita a un tal Pietro Papaleo, scultore palermitano attivo a Roma nei primi anni del 1700. A visitare la mostra e a sfogliare quel catalogo c’è anche Francesco Petrucci che davanti alla bellissima fotografia rimane abbagliato. Si rende immediatamente conto che il busto è troppo bello per essere stato scolpito da un artista pur valido ma minore come Papaleo e racconta: «Dopo un mio primo sopralluogo [...] combinai per il 7 febbraio del 2002 una visita al convento di San Sebastiano con Maurizio Fagiolo, che condivise il mio entusiasmo per l’opera, e vi riconoscemmo subito il sommo capolavoro degno della fama del perduto Salvatore del Bernini».
Tra le altre scoperte di opere del Bernini più rilevanti:
- I due Tavoli con cornucopie[13] (Ariccia, Palazzo Chigi), disegnati dall’artista nel 1664 per i Chigi, dei quali ha rinvenuto i pagamenti.
- Il Christus patiens riconosciuto nel quadro lasciato in testamento a Innocenzo XI Odescalchi (collezione privata).
- Il Crocifisso in bronzo replica in piccolo di quello dell’Escorial commissionato da Alessandro VII (Germania, collezione privata).
- Il Tabernacolo della collegiata dell’Assunta di Ariccia, di cui ha pubblicato disegni e pagamenti.
- I progetti rintracciati presso l’archivio Barberini per la Villa Barberini di Castel Gandolfo.

Tra le acquisizioni più significative recuperate al catalogo del Gaulli:
- Il Ritratto di Alessandro VII e il Ritratto di Mario Chigi[14] ex collezione Messinger, scomparsi nel 1918 e rintracciati nei depositi della National Gallery di Sofia.
- Il perduto Ritratto di Giovan Paolo Oliva Generale della Compagnia di Gesù emerso presso la Casa Madre dei Gesuiti a Roma.

Numerose inoltre le opere d’arte inedite pubblicate che hanno ampliato o contribuito alla formazione dei cataloghi di vari pittori e scultori del Seicento e Settecento romano, alcuni dimenticati, tra cui Giovan Battista Beinaschi, Andrea Casali, Antonio David, Alessio De Marchis, Bernardo Fioriti, Jan Carel van Eck, Corrado Giaquinto, Davide Loreti, Carlo Maratta, Ludovico Mazzanti, Giuseppe Mazzuoli, Giovanni Maria Morandi, Pier Francesco Mola, Giovanni Odazzi, Francesco Ragusa, Pierre Ronche, Francesco Rosa, Girolamo Troppa, Jacob Ferdinand Voet, etc.

## Opere

### Libri
- Palazzo Chigi ad Ariccia, Ariccia, Arti grafiche Ariccia, 1984.
- F. Petrucci-F. Di Felice, Immagini di Ariccia XVII – XX secolo, Arti grafiche Ariccia, Ariccia, 1984.
- Santa Maria Assunta Collegiata insigne ed altre chiese minori in Ariccia, Ariccia, Arti grafiche Ariccia, 1987.
- F. Petrucci - P.Bassani, Il Parco Chigi in Ariccia, Rocca di Papa, Edizioni del Parco, 1992.
- F. Petrucci - P.Bassani, Itinerario nel Parco Chigi, Arti grafiche Ariccia, Ariccia, 1995.
- La Locanda Martorelli e il ‘Grand Tour d’Italie’ sui Colli Albani, Ariccia, Arti grafiche Ariccia, 1996.
- Echi del Barocco, numero monografico di “Castelli Romani” 1995, Ariccia, Arti grafiche Ariccia, 1997.
- F. Petrucci - M.Fagiolo, Gian Lorenzo Bernini nell’Infiorata di Genzano, Arti grafiche Ariccia, 1998.
- Il Palazzo Chigi di Ariccia (guida), Ariccia, Arti grafiche Ariccia, 1998.
- F.Petrucci - F.Di Felice - P.Massari, Ariccia, i Chigi, le Figlie della Carità 1874-2004, Ariccia, 2004.
- Ferdinand Voet (1639-1689) detto Ferdinando de’ Ritratti, Roma, Ugo Bozzi editore, 2005.
- Bernini Pittore. Dal disegno al “maraviglioso composto”, Roma, Ugo Bozzi editore, 2006.
- Pittura di Ritratto a Roma. Il Seicento, 3 voll., Roma, Andreina & Valneo Budai Editori, 2008.
- Baciccio. Giovan Battista Gaulli 1639-1709, Ugo Bozzi editore, 2009.
- Pittura di Ritratto a Roma. Il Settecento, 3 voll., Roma, Andreina & Valneo Budai Editori, 2010.
- Palazzo Chigi in Ariccia, guida illustrata (versione in inglese, traduz. S. Marra, The Chigi Palace in Ariccia, illustrated guide, Ariccia, 2010.
- F. Petrucci - V. Pacelli, Giovan Battista Beinaschi. Un artista barocco tra Roma e Napoli, Roma, Andreina & Valneo Budai Editori, 2011.
- F. Petrucci - M. B. Guerrieri Borsoi, Il Santuario della Madonna di Galloro in Ariccia, Roma, Gangemi Editore, 2011.
- F. Petrucci - D. K. Marignoli, Ludovico Stern tra rococò e neoclassicismo, Roma, Andreina & Valneo Budai Editori, 2012.
- Pier Francesco Mola (1612-1666). Materia e colore nella pittura del 600, Roma, Ugo Bozzi editore, 2012.
- F. Petrucci - F. Peretti, Dipinti inediti del Barocco Italiano, “Quaderni del Barocco” 2008-2013, Ariccia, 2014.
- Palazzo Sforza Cesarini a Genzano: capolavoro del primo ‘700 romano, Numero Speciale della rivista “Castelli Romani”, Ariccia, 2016.
- Bernini. Un inedito disegno per Ponte sant’Angelo/An unpublished drawing for Ponte Sant’Angelo, Roma, De Luca Editori d'arte, 2016.
- Andrea Sacchi. A rediscovered portrait of Monsignor Giacomo Franzoni, London, Benappi Fine Art, 2017.
- Palazzo Chigi in Ariccia, guida illustrata, Ariccia, 2018.
- Alessio De Marchis, paesaggista del ‘700 dalla collezione Aldo Poggi, saggio introduttivo di G. Sestieri, Galleria Poggi Dipinti Antichi, Sassoferrato, 2018.
- Girolamo Troppa. Un protagonista del Barocco romano, a cura di, Todi, Ediart, 2021.
- PALAZZO CHIGI IN ARICCIA, Roma, Gangemi Editore, 2022.[15][16]
- M. B. Guerrieri Borsoi, F. Petrucci, Villa Albani a Castel Gandolfo, la sede e la collezione d’arte della BCC dei Castelli Romani e del Tuscolo, Tivoli, Edizioni Tored, 2023.

### Mostre
- Giuseppe Primoli. Fotografie di Ariccia, catalogo mostra, a cura di F. Di Felice, F. Petrucci, Ariccia, Palazzo Chigi, Arti Grafiche Ariccia 1989
- Acquerelli d’interni del XIX sec. della collezione Chigi Wittgenstein Bariatinsky, catalogo mostra, a cura di F. Petrucci, Roma, Palazzo Ruspoli, edizioni De Luca, Roma 1992
- Il conte Giuseppe Primoli ad Ariccia, catalogo mostra, a cura di F. Petrucci, F. Di Felice, Ariccia, Locanda Martorelli, 28 aprile – 30 giugno 1996, Arti Grafiche Ariccia, Ariccia 1996
- Cristiano Morandini/ acquerelli, catalogo mostra, a cura di F. Petrucci, T. d’Acchille, Ariccia, Locanda Martorelli, Arti Grafiche Ariccia 1998
- L’Ariccia del Bernini, catalogo mostra, a cura di M. Fagiolo dell’Arco, F. Petrucci, Ariccia, Palazzo Chigi, 10 ottobre – 31 dicembre 1998, ediz. De Luca, Roma 1998
- Giovan Battista Gaulli il Baciccio 1639-1709, catalogo mostra, a cura di M. Fagiolo dell’Arco, D. Graf, F. Petrucci, Ariccia, Palazzo Chigi, 11 dicembre 1999 – 12 marzo 2000, ediz. Skira, Milano 1999
- Appendice al catalogo/ I Piaceri della Vita in Campagna nell’Arte dal XVI al XVIII secolo, catalogo a cura di F. Petrucci, Ariccia, Palazzo Chigi, 16 settembre – 26 novembre 2000, Arti Grafiche Ariccia, Ariccia 2000
- Piazza di Corte il recupero dell’immagine berniniana, catalogo mostra, a cura di M. Natoli, F. Petrucci, Ariccia, Palazzo Chigi, 21 giugno – 3 settembre 2000, Fratelli Palombi Editori, Roma 2000
- Il Baciccio un anno dopo. La collezione Chigi, restauri e nuove scoperte, catalogo mostra, a cura di M. Fagiolo dell’Arco, F. Petrucci, Ariccia, Palazzo Chigi, 25 marzo – 27 maggio 2001, ediz. Skira, Milano 2001
- Visconti e il Gattopardo / la scena del principe, catalogo mostra, a cura di F. Petrucci, Ariccia, Palazzo Chigi, 13 ottobre 2001, – 13 gennaio 2002, ediz. De Agostini Rizzoli/ arte & cultura, Milano 2001
- Castelli e Castellani/ Viaggio attraverso le dimore storiche della Provincia di Roma, catalogo mostra, a cura di F. Petrucci, Ariccia, Palazzo Chigi, 19 luglio – 20 ottobre 2002, De Luca Editori, Roma 2002
- Donne di Roma dall’Impero Romano al 1860, catalogo mostra, a cura di M. Natoli, F. Petrucci, Ariccia, Palazzo Chigi, 29 marzo – 15 giugno 2003, De Luca Editori, Roma 2003
- Le Stanze del Cardinale, catalogo mostra, a cura di F. Petrucci, Ariccia, Palazzo Chigi, 20 luglio – 21 settembre 2003, De Luca Editori, Roma 2003
- Consulenza romana con C. Strinati per la mostra: F. Checa (a cura di), Velázquez Bernini Luca Giordano Le Corti del Barocco, catalogo mostra, Roma, Scuderie del Quirinale 12 febbraio – 2 maggio 2004
- I Volti del Potere. Ritratti di uomini illustri a Roma dall’Impero Romano al Neoclassicismo, catalogo mostra, a cura di F. Petrucci, Ariccia, Palazzo Chigi, 20 marzo – 20 maggio 2004, Roma, De Luca Editori 2004
- I Papi in Posa dal Rinascimento a Giovanni Paolo II, catalogo mostra, a cura di M. E. Tittoni, F. Buranelli, F. Petrucci, Roma, Palazzo Braschi, 30 novembre 2004, – 13 febbraio 2005, Roma 2004
- Mola e il suo tempo. Pittura di figura dalla Collezione Koelliker, catalogo mostra, a cura di F. Petrucci, Ariccia, Palazzo Chigi, 21 gennaio – 20 marzo 2005, Milano 2005
- Interno Barocco. Tempere di Philippe Casanova, catalogo mostra, a cura di A. González Palacios, F. Petrucci, C. Strinati, Ariccia, Palazzo Chigi, 22 gennaio – 23 aprile 2005, Ariccia 2005
- Mecenati e Dimore Storiche nella Provincia di Roma, catalogo mostra, a cura di F. Petrucci, Tivoli, Scuderie Estensi, Roma 2005
- Papi in Posa. 500 years of papal portraiture, catalogo mostra, a cura di F. Petrucci, Washington, The Pope John Paul II Cultural Center, Roma 2005
- Ferdinand Voet. Ritrattista di Corte tra Roma e l’Europa del Seicento, catalogo mostra, a cura di F. Petrucci, Roma, Castel Sant’Angelo, 26 novembre – 26 dicembre 2005, De Luca Editori, Roma 2005
- Vedute dei Colli Albani e di Roma dall’album di viaggio di Charles Joseph Lecointe (1824-1886), catalogo della mostra, a cura di F. Petrucci, S. Marra, Ariccia, Palazzo Chigi, 29 giugno – 1 ottobre 2006, Roma 2006
- La Porpora Romana. Ritrattistica cardinalizia a Roma dal Rinascimento al Novecento, catalogo mostra, a cura di M. E. Tittoni, F. Petrucci, Roma, Museo di Roma, Gangemi editore, Roma 2006
- La Passione di Cristo secondo Bernini, catalogo mostra, a cura di G. Morello, F. Petrucci, C. Strinati, Roma, Palazzo Incontro, 3 aprile – 2 giugno 2007, Ugo Bozzi Editore, Roma 2007
- Il Museo del Barocco Romano. La Collezione Lemme a Palazzo Chigi in Ariccia, catalogo mostra, a cura di V. Casale, F. Petrucci, Ariccia, Palazzo Chigi, 10 novembre 2007 – 10 febbraio 2008, De Luca Editori, Roma 2007
- Il Principe Romano. Ritratti dell’Aristocrazia Pontificia nell’Età Barocca, catalogo mostra, a cura di F. Petrucci, Roma, Castel Sant’Angelo, 12 ottobre – 2 dicembre 2007, Gangemi editore, Roma 2007
- Dalle collezioni romane. Dipinti e arredi in dimore nobiliari e raccolte private XVI - XVIII secolo, catalogo mostra, a cura di F. Petrucci, Roma, Palazzo Incontro, 28 gennaio – 24 febbraio 2008, De Luca Editori, Roma 2008
- Artisti a Roma. Ritratti di pittori, scultori e architetti dal Rinascimento al Neoclassicismo, catalogo mostra, Roma, Castel Sant’Angelo, 19 novembre 2008 – 22 febbraio 2009, a cura di A. Donati, F. Petrucci, Gangemi editore, Roma 2008
- Il Museo del Barocco Romano. Le Collezioni Ferrari, Laschena ed altre donazioni a Palazzo Chigi in Ariccia, catalogo mostra, a cura di M. B. Guerrieri Borsoi, F. Petrucci, Ariccia, Palazzo Chigi, 3 luglio – 2 novembre 2008, De Luca Editori, Roma 2008
- Ritratto Barocco, catalogo mostra, a cura di F. Petrucci, Tivoli, Villa d’Este, 19 novembre 2008 – 22 febbraio 2009, De Luca Editori, Roma 2008
- Paesaggio Laziale tra Ideale e Reale, catalogo mostra, a cura di F. Petrucci, Tivoli, Villa d’Este, 12 giugno – 1 novembre 2009, De Luca Editori, Roma 2009
- Bellezza e Lusso. Abiti, manufatti e stoffe antiche dal “Guardaroba Chigi”, catalogo mostra, a cura di M. Paradiso, F. Petrucci, Ariccia, Palazzo Chigi, Ariccia 2010
- Dall’Aspromonte a Porta Pia. I Borbone, Pio IX e Garibaldi, memorabilia dalle collezioni Carafa Jacobini, Ruffo di Calabria e altre raccolte, catalogo mostra, a cura di M. Carafa Jacobini, S. Marra, F. Petrucci, Scilla, Castello Ruffo / Ariccia, Palazzo Chigi, Gangemi editore, Roma 2011
- Meraviglie dal Palazzo. Dipinti, disegni e arredi della collezione Wittgenstein-Bariatinsky dal Palazzo Chigi in Ariccia, catalogo mostra, a cura di F. Petrucci, D. Petrucci, Ariccia, Palazzo Chigi, 24 novembre 2011 – 29 gennaio 2012, Gangemi editore, Roma 2011
- Dipinti del Barocco romano da Palazzo Chigi in Ariccia, catalogo mostra, a cura di F. Petrucci, Cavallino di Lecce, Palazzo Castromediano, 22 settembre – 13 dicembre 2012, Gangemi editore, Roma 2012
- Dipinti tra Rococò e Neoclassicismo da Palazzo Chigi in Ariccia e da altre raccolte, catalogo mostra, a cura di F. Petrucci, Cavallino di Lecce, Palazzo Castromediano, 21 settembre – 15 dicembre 2013, Gangemi editore, Roma 2013
- Vanvitelli segreto. I suoi pittori tra Conca e Giaquinto, la “Cathedra Petri”, catalogo mostra, a cura di V. de Martini, F. Petrucci, Reggia di Caserta, 5 marzo – 31 ottobre 2014, Gangemi editore, Roma 2014
- Ritratto e Figura. Dipinti da Rubens a Cades, catalogo mostra, a cura di F. Petrucci, Cavallino di Lecce, Palazzo Castromediano, 6 dicembre 2014 – 1 marzo 2015, De Luca Editori d’Arte, Roma 2014
- Ritratto e Figura da Rubens a Giaquinto, catalogo mostra, a cura di F. Petrucci, Ariccia, Palazzo Chigi, 15 aprile – 26 luglio 2015, De Luca Editori d’Arte, Roma 2015
- Passione di Cristo. Da Bassano a Bernini, da Conca a Mengs. Dipinti da Palazzo Chigi in Ariccia ed altre raccolte, catalogo mostra, a cura di F. Petrucci, Biella, Museo del Territorio Biellese, 4 luglio – 22 settembre 2015, E20progetti Editore, Biella 2015
- La collezione Amata. Da Bassano a Longhi, catalogo mostra, a cura di F. Petrucci, Cavallino, Palazzo Ducale dei Castromediano, 19 settembre – 13 dicembre 2015, De Luca Editori d’Arte, Roma 2015
- Dai Carracci a Solimena. Dipinti dal ‘500 al ‘700, catalogo mostra, a cura di F. Petrucci, Ariccia, Palazzo Chigi, 23 settembre – 31 dicembre 2017, De Luca Editori d’Arte, Roma 2017
- Paesaggio e veduta. Dipinti da Palazzo Chigi in Ariccia ed altre raccolte, catalogo mostra, a cura di F. Petrucci, Cavallino, Palazzo Ducale dei Castromediano, 25 novembre 2017 – 25 febbraio 2018, De Luca Editori d’Arte, Roma 2017
- Bernini e il Barocco romano: il linguaggio della modernià. Opere da Palazzo Chigi in Ariccia, catalogo mostra, a cura di F. Petrucci, Sofia, Bulgaria, National Gallery, 15 maggio – 15 luglio 2018, Sofia 2018
- Bernini’s School and the Roman Baroque. Artworks from Palazzo Chigi in Ariccia, catalogo mostra, a cura di F. Petrucci, Tblisi, Georgia, National Gallery, 10 settembre – 26 novembre 2018, Tblisi 2018
- Cani in posa, dall’antichità ad oggi, Reggia di Venaria Reale, catalogo mostra, a cura di F. Petrucci, 20 ottobre 2018 – 10 febbraio 2019, Silvana Editoriale, Cinisello Balsamo 2018
- The school of Bernini and the Roman Baroque. Masterpieces from Palazzo Chigi in Ariccia, catalogo mostra, a cura di F. Petrucci, Yerevan, Armenia, National Gallery, 6 dicembre – 18 febbraio 2018, Yerevan 2018
- La scuola del Bernini e il Barocco romano. Capolavori da Palazzo Chigi in Ariccia, catalogo mostra, a cura di F. Petrucci, Belgrado, Serbia, National Museum, 7 marzo – 26 maggio 2019, Belgrado 2019
- Donazioni, recuperi e restauri. Palazzo Chigi in Ariccia: 2009-2019, catalogo mostra, a cura di D. Petrucci, F. Petrucci, Ariccia, Palazzo Chigi, 3 maggio – 15 settembre 2019, Arti Grafiche Ariccia, Ariccia 2019
- Luciano Regoli: ritorno alla Pittura, catalogo mostra, a cura di F. Petrucci, Ariccia, Palazzo Chigi, 13 luglio – 22 settembre 2019, Arti Grafiche Ariccia, Ariccia 2019
- Il Trionfo delle Meraviglie. Bernini e il Barocco Romano. Opere da Palazzo Chigi in Ariccia, catalogo mostra, a cura di S. Cristofaro, A. A. Vatrano, direzione artistica di F. Petrucci, Catanzaro, Complesso Monumentale del san Giovanni, 5 dicembre 2019 – 29 febbraio 2020, Catanzaro 2019
- La Luce del Barocco. Dipinti da collezioni romane, catalogo mostra, a cura di F. Petrucci, Ariccia, Palazzo Chigi, 2 ottobre 2020 – 10 gennaio 2021, Gengemi Editore International, Roma 2020
- Caravaggio. La presa di Cristo dalla collezione Ruffo, catalogo mostra, a cura di F. Petrucci, Ariccia, Palazzo Chigi, 14 ottobre 2023 – 14 gennaio 2024, De Luca Editori d’Arte, Roma 2023

### Articoli su riviste
- Il Cavalier Gian Lorenzo Bernini e il Santuario di Galloro, in “Documenta Albana”, II serie, n. 10, 1988, pp. 1–16
- Disegni berniniani per la villa Barberini di Castel Gandolfo in “Miscellanea Bibliothecae Apostolicae Vaticanae”, IV, 1990, pp. 309–327
- Nuovi contributi sulla committenza Chigi nel XVII secolo. Alcuni dipinti inediti nel Palazzo di Ariccia, in “Bollettino d’Arte” del Ministero per i Beni e le Attività Culturali, n. 73, 1992, pp. 107–126
- Notizie d’archivio su alcuni busti marmorei chigiani, in “Bollettino d’Arte” del Ministero per i Beni e le Attività Culturali, n. 78, 1993, pp. 91–98
- I ricomparsi “finti arazzi” del cardinal Pietro Ottoboni, in “Bollettino d’Arte” del Ministero per i Beni e le Attività Culturali, n. 89-90, 1995, pp. 145–148
- Monsù Ferdinando ritrattista. Note su Jacob Ferdinand Voet (1639-1700?), in “Storia dell’Arte, n. 84, 1995, pp. 283-306
- Considerazioni sulla sanguigna del Bernini nella cappella del Palazzo Chigi di Ariccia, in Echi del Barocco (numero monografico di “Castelli Romani” 1995), Ariccia 1997, pp. 120–125
- La Statua di Urbano VIII a Velletri, opera perduta di Gianlorenzo Bernini: memorie e un documento inedito, in Echi del Barocco (numero monografico di “Castelli Romani” 1995), Ariccia 1997, pp. 120–125
- La Spetiaria di campagna dell’Ariccia del principe Agostino Chigi (1672), in “Ceramica Antica”, anno VII, n.7, 1997, pp. 16–35
- Gian Lorenzo Bernini per casa Chigi: precisazioni e nuove attribuzioni, in “Storia dell’Arte”, n. 90, 1997, pp. 176–200
- Sull’attività ritrattistica di Giovanni M. Morandi, in “Labyrinthos”, n. 33/34, 1998, pp. 131– 174
- Alcuni arredi seicenteschi del Palazzo Chigi di Ariccia nei documenti d’archivio, in “Studi Romani”, n.1/2, 1998, pp. 320–336
- Bernini, Algardi, Cortona ed altri artisti nel diario di Fabio Chigi cardinale (1652-1655), in “Rivista dell’Istituto Nazionale d’Archeologia e Storia dell’Arte”, n. 53, III Serie, XXI, 1998 (2000), pp. 169–196
- Documenti artistici sul Settecento nell’archivio Chigi (Parte I), in “Bollettino d’Arte” del Ministero per i Beni e le Attività Culturali, n. 105-106, 1998, pp. 49–86
- Contributi su Francesco Rosa (1638-1687) pittore “romano”, in “Storia dell’Arte”, n. 96, 1999, pp. 176–186
- Documenti artistici sul Settecento nell’archivio Chigi (Parte II), in “Bollettino d’Arte” del Ministero per i Beni e le Attività Culturali, n. 114, 2000, pp. 87–112
- “Ferdinando de’ ritratti” per l’aristocrazia lombarda, in “Arte Lombarda”, n. 2, 2000, pp. 29–38
- Marchionni e Bracci nel Palazzo Lercari di Albano, in “Documenta Albana”, II serie, n. 22, 2000, pp. 87–95
- I “Sensi” di Pier Francesco Mola per il cardinale Flavio Chigi, in “Antologia di Belle Arti”, n. 59-62, 2000, Studi sul Settecento II, pp. 167–172
- Contributi su Carlo Marchionni Scultore, in Sculture romane del Settecento, I. La professione dello scultore, a cura di E. Debenedetti, collana “Studi sul Settecento Romano”, Roma 2001, pp. 37–60
- “Esprit français et technique italiane”. La période française de Jacob Ferdinand Voet: 1685-1689, in “ Revue de l’Art”, n.132, 2001-2002, pp. 67–75
- Un nuovo “Christo Ligato” del Bernini, in “Studi Romani”, nn. 1-2, 2002, pp. 114–117
- Pittura barocca romana: la collezione Marchionni, in “Antologia di Belle Arti”, Studi sul Settecento III, nn. 63/66, 2003, pp. 79–88
- I dipinti del Guercino nella collezione Chigi, in “Antologia di Belle Arti”, Studi sul Settecento III, nn. 63/66, 2003, pp. 152–160
- Il ritrovato busto del Salvatore di Gian Lorenzo Bernini, in “Bollettino d’Arte”, n. 124, 2003, pp. 53–66
- Una Maddalena addolorata del Caravaggio, in “Paragone”, anno LV, n. 57 (655), 2004, pp. 3–15
- Francesco Ragusa, un pittore romano di stirpe siciliana, in “Paragone”, anno LV, n. 57 (655), 2004, pp. 22–34
- Alessandro Mattia da Farnese ritrattista, in Studi Romani, “Antologia di Belle Arti”, nn. 67/70, Torino 2005, pp. 39–50
- Mazzanti e Odazzi. Nuove proposte, in “Studi Romani”, anno LIV, 1 - 2, 2006, pp. 105–110
- Repliche nella produzione giovanile del Maratta, in “Storia dell’Arte”, 129 (n.s. 29), 2011, pp. 111–133
- I “tenebristi” nel tardo Seicento romano: aggiunte a Scilla, Albertoni e Troppa, in “Arte / Documento”, 28, 2012, pp. 154–159
- Una pala di Andrea Pozzo in Santa Maria del Pozzo a Nemi, in “Castelli Romani”, anno LII, n. 6, 2012, pp. 163–169
- Considerazioni su Girolamo Troppa: un “tenebrista” del tardo Seicento romano, in “Prospettiva”, 146, 2012, pp. 163–177
- Agli esordi del Maratta. L’Assunzione della Vergine di Monte Porzio, in “Studi di Storia dell’Arte”, 25, 2014 [2015], pp. 199–206
- Un Bernini riscoperto: il busto in marmo di Paolo V, in “Studi di Storia dell’Arte”, 26, dicembre 2015, pp. 201–214
- Giovanni Paolo Schor pittore: tra Pietro da Cortona e Bernini, in “Valori Tattili”, 7, 2016, pp. 58–75
- Uno specialista di “vedute di città in festa”: Jan Carel van Eck, in Omaggio a Mario, Maurizio e Marcello Fagiolo dell’Arco, a cura di D. Ticconi, “Castelli Romani”, anno LVIII, 3, 2018, pp. 75–84
- La visione del venerabile Juan de Palafox del Maratta, in “Studi di Storia dell’Arte”, 29, 2018, pp. 179–186
- Palazzo Chgi Albani detto “Villa Papacqua” a Soriano nel Cimino, in “Lazio ieri e oggi”, anno LV, 1-3 (624), gennaio-marzo 2019, pp. 3–18
- Novità per il cavalier Giovanni Odazzi, pittore “facile nell’operare”, in “Arte Cristiana”, vol. CVII, 912, Maggio/Giugno 2019, pp. 220–227
- Il Mausoleo di Marco Azio Balbo più noto come “Sepolcro degli Orazi e Curiazi”, in “Lazio ieri e oggi”, anno LV, 4-6 (625), aprile-giugno 2019, pp. 161–177

### Saggi e scritti vari
- L’opera pittorica di Gian Lorenzo Bernini, in M. G. Bernardini (a cura di), Bernini a Montecitorio. Ciclo di conferenze nel quarto centenario della nascita di Gian Lorenzo Bernini, a cura della Camera dei Deputati, Soprintendenza per i Beni Stori e Artistici di Roma (ottobre – dicembre 1999), Salerno 2001, pp. 61–91
- Palazzo Chigi com’era. Gli interni in alcune fotografia d’archivio anteriori al 1918, in Palazzo Chigi, volume della Presidenza del Consiglio dei Ministri, Milano 2001, ediz. Electa, pp. 101–127
- La piazza di Corte nel tempo, in Piazza di Corte il recupero dell’immagine berniniana, catalogo mostra, a cura di M. Natoli, F. Petrucci, Ariccia, Palazzo Chigi, Fratelli Palombi Editori, Roma 2000, pp. 1–20
- Gli svaghi dei Chigi tra la campagna romana e quella senese, in I Piaceri della Vita in Campagna nell’Arte dal XVI al XVIII secolo, catalogo mostra, Pavia, Castello di Belgiojoso, Milano 2000, pp. 21–24
- Un Guercino ritrovato, in Studi di storia dell’arte in onore di Denis Mahon, a cura di M. G. Bernardini, S. Danesi Squarzina, C. Strinati, Electa, Milano 2000, pp. 220–225
- Pierre Ronche. Un ritrattista nel pontificato Rospigliosi, in A. Negro (a cura di), Paesaggio e figura. Nuove ricerche sulla Collezione Rospigliosi, Campisano Editore, Roma 2000, pp. 27–35
- Il restauro della Cappella Chigi in S. Maria del Popolo a memoria del Giubileo del 1650, in W. Pocino (a cura di), Roma dei Giubilei, ediz. Edilazio, Roma 2000, pp. 161–174
- Palazzo Chigi com’era. Gli interni in alcune fotografie d’archivio anteriori al 1918, in C. Strinati, R. Vodret (a cura di), Palazzo Chigi, Milano 2001, pp. 102–127
- Contributi su Carlo Marchionni Scultore, in E. Debenedetti (a cura di), Sculture romane del Settecento, I. La professione dello scultore, Bonsignori Editore, Roma 2001, pp. 37–53
- Les modelli du Cavalier d’Arpin pour la décoration de la coupole de Saint-Pierre, in Les Cieux en Gloire, catalogo mostra, Ajaccio, Musée Fesch, Ajaccio 2002, pp. 83–99
- La cultura figurativa di Giorgio Bonola tra Milano e Roma, in Giorgio Bonola e il suo tempo, atti del convegno, Orta San Giulio (Novara), 8-10 settembre 2000, Novara 2002, pp. 23–37
- Il sistema delle residenze chigiane nella Campagna Romana: considerazioni generali, in Atlante tematico del Barocco in Italia/ residenze nobiliari Stato Pontificio e Granducato di Toscana, a cura di M. Bevilacqua, M. L. Madonna, Roma 2003, pp. 75–80
- Bernini pubblico e Bernini privato. La Fontana dei Fiumi e il tema cristologico, in F. Checa, Velázquez Bernini Luca Giordano Le Corti del Barocco, catalogo mostra, Roma, Scuderie del Quirinale 12 febbraio – 2 maggio 2004, pp. 67–83
- Le collezioni berniniane di Flavio Chigi tra il Casino alle Quattro Fontane e la Villa Versaglia, in C. Benocci (a cura di), i Giardini Chigi tra Siena e Roma dal cinquecento agli inizi dell’ottocento, Siena 2005, pp. 191–208
- Appendice Documentaria III, in C. Benocci (a cura di), I giardini Chigi tra Siena e Roma dal cinquecento agli inizi dell'ottocento, Siena 2005, pp. 464–495
- Da “Nemus Aricinum” a parco Chigi. Fortuna letteraria e iconografica del “barco” dell’Ariccia, in C. Benocci (a cura di), I Giardini Chigi tra Siena e Roma dal cinquecento agli inizi dell’ottocento, Siena 2005, pp. 233–266
- Seguaci del Caravaggio ad Ariccia: dai Savelli, ai Chigi alla collezione Koelliker, in La “schola” del Caravaggio. Dipinti dalla Collezione Koelliker, catalogo mostra, Ariccia, Palazzo Chigi, 13 ottobre 2006 – 11 febbraio 2007, Milano 2006, pp. 25–35
- Il Maresciallo di Santa Romana Chiesa Custode del Conclave: dai Savelli ai Chigi, in Habemus Papam. Le elezioni pontificie da San Pietro a Benedetto XIV, catalogo mostra, a cura di F. Buranelli, Roma, Palazzo Apostolico Lateranense, 7 dicembre 2006 – 9 aprile 2007, Roma 2006, pp. 88–91
- Ferdinand Voet. Ritratto di Pietro Banchieri in veste di “bella”, in “Quaderni del Barocco”, 6, Ariccia 2009
- Ritratti di Flavio Chigi tra pittura e scultura, in M. Eichberg, F. Rotundo (a cura di), Il Palazzo Chigi Zondadari a San Quirico d’Orcia. Architettura e decorazione di un palazzo barocco, San Quirico d’Orcia 2009, pp. 71–79
- Le decorazioni pittoriche del Palazzo Chigi di Formello, in I Chigi a Formello il feudo, la storia e l’arte, catalogo mostra, Formello, Palazzo Chigi, 14 novembre – 31 dicembre 2009, Formello 2009, pp. 29–36
- Salvator Rosa per casa Chigi e nuovi contributi su Francesco Rosa, in Salvator Rosa e il suo tempo 1615-1673, a cura di S. Ebert-Schifferer, H. Langdon, C. Volpi, atti del convegno presso la Bibliotheca Hertziana, Roma 2010, pp. 383–396
- Maurizio Fagiolo dell’Arco: lo storico dell’arte e il collezionista. Il Museo del Barocco romano, in Catalogo Maurizio Fagiolo dell’Arco. Il Fondo librario donato alla Biblioteca della Pontificia Università Gregoriana da Maria Beatrice Mirri, a cura di M. Viglione, Roma 2010, pp. XXV-XXXI
- I cicli decorativi di Castel Fusano: la nascita della pittura barocca in casa Sacchetti, in C. Benocci, Pietro da Cortona e la villa di Castel Fusano dai Sacchetti ai Chigi. Architettura, Pittura, Giardini, Paesaggio, Artemide ediz., Roma 2012, pp. 73–124
- Un’Erminia tra i pastori di Pietro Testa, in Album Amicorum. Œuvres choisies pour Arnauld Brejon de Lavergnée, Paris 2012, pp. 84–85
- Pale d’altare vaticane: una ricognizione generale ed alcune considerazioni particolari, in La Basilica di San Pietro: fortuna e immagine, a cura di G. Morello, atti del convegno, 2011, Roma 2012, pp. 349–369
- La “Scuola dei Castelli Romani”: un’accademia di pittura en plein air tra la Locanda Martorelli e i Colli Albani, in Oltre Roma. Nei Colli Albani e Prenestini al tempo del Grand Tour, catalogo della mostra, Frascati, Scuderie Aldobrandini ed altre sedi, a cura di I. Salvagni, M. Fratarcangeli, Roma 2012, pp. 53–58
- Il Sanguis Christi di Bernini, in “Quaderni del Barocco”, numero speciale I, Ariccia 2013
- Palazzo Chigi ad Ariccia: parati in cuoio, in Vestire i palazzi. Stoffe, tessuti e parati negli arredi e nell’arte del Barocco, a cura di A. Rodolfo, C. Volpi, Città del Vaticano 2014, pp. 249–282
- Un dipinto ritrovato e alcune considerazioni su una perduta architettura berniniana: l’“Arsenale di Civitavecchia” di Viviano Codazzi, in La Festa delle Arti. Scritti in onore di Marcello Fagiolo per cinquant’anni di studi, a cura di V. Cazzato, S. Roberto, M. Bevilacqua, Roma 2014, I, pp. 396–401
- Corrado Giaquinto / San Filippo Neri, in “Quaderni del Barocco”, 22, Ariccia 2014
- Mola, artista marginale al Barocco nella Roma del Seicento, in I pittori del dissenso. Giovanni Benedetto Castiglione, Andrea de Leone, Pier Francesco Mola, Pietro Testa, Salvator Rosa, a cura di S. Albl, A. V. Sganzerla, G. M. Weston, Roma 2014, pp. 31–44
- Ecclesia Triumphans tra Maratti e Baciccio, in Barocco a Roma. La meraviglia delle arti, catalogo della mostra, a cura di M. G. Bernardini, M. Bussagli, Roma, Palazzo Cipolla, 1 aprile – 26 luglio 2015, Milano 2015, pp. 185–195
- Ancora su Bernini pittore, in Una vita per la storia dell’arte. Scritti in memoria di Maurizio Marini, a cura di P. Di Loreto, Foligno 2015, pp. 307–320
- Carlo Maratti / L’Educazione della Vergine, in “Quaderni del Barocco”, 27, Ariccia 2016
- Francesco Fernandi, detto “l’Imperiali” / Annuncio ai pastori, in “Quaderni del Barocco”, 32, Ariccia 2017
- Il secondo busto di Alessandro VII del Bernini e considerazioni sui busti berniniani del papa, in Studi di storia dell’arte in onore di Fabrizio Lemme, a cura di F. Baldassarri, A. Agresti, Editore Etgraphiae, Roma 2017, pp. 187–194
- Bernini, IX. I busti: dalla maturità all’addio alla scultura, in Bernini, catalogo della mostra, a cura di A. Bacchi, A. Coliva, Roma, Galleria Borghese, 1º novembre 2017 – 4 febbraio 2018, Città di Castello 2017, pp. 305–331
- Bernini inventore. Disegni berniniani per arti decorative, in Bernini disegnatore: nuove prospettive di ricerca, a cura di S. Ebert-Schifferer, T. A. Marder, S. Schütze, atti del convegno internazionale, Roma, Bibliotheca Hertziana, Istituto Storico Austriaco, 20-21 aprile 2015, Roma 2017, pp. 341–364
- Considerazioni su Bernini caricaturista, in Il disegno tra Napoli, Firenze e Roma ai tempi di Salvator Rosa, atti del convegno internazionale di studi, 26-28 maggio 2016, a cura di V. Farina, Cava de’ Tirreni 2017, pp. 173–182
- Tracce materiali sulla presenza dei Savelli nei Colli Albani, in Gli Orsini e i Savelli nella Roma dei papi. Arte e mecenatismo dei antichi casati dal feudo alle corti barocche europee, a cura di C. Mazzetti di Pietralata, A. Amendola, Cinisello Balsamo 2017, pp. 201–227
- Repliche, copie e falsi nel Barocco romano, in Originali, repliche, copie. Uno sguardo diverso sui grandi maestri, a cura di P. Di Loreto, Roma 2018, pp. 186–205
- Repliche e copie nella bottega del Maratta, in Originali, repliche, copie. Uno sguardo diverso sui grandi maestri, a cura di P. Di Loreto, Roma 2018, pp. 243–248
- Francesco Rosa aspirante clone di Salvator Rosa. Due pale ritrovate e qualche novità, in Scritti in onore di Claudio Strinati. L’Arte di vivere l’Arte, a cura di P. Di Loreto, Editore Etgraphiae, Roma 2018, pp. 357–362
- Considerazioni sull’arrivo del Caravaggio a Roma, in “Strenna dei Romanisti”, 21 aprile 2019, Roma 2019, pp. 441–447
- Quadri napoletani della collezione Chigi: Ribera, Rosa, Giordano e altri, in Gli amici per Nicola Spinosa, a cura di F. Baldassari, M. Confalone, Ugo Bozzi Editore, Roma 2019, pp. 74–85
- Bernardino Nocchi ritrattista, in Omaggio a Bernardino Nocchi, a cura di A. Agresti, Roma 2019, pp. 51–59
- Considerazioni sui ritratti berniniani di Alessandro VII, in ‘A tale of two cities’: Rome and Siena in the Early Modern period (1550-1750), atti del convegno, a cura di G. M. Weston, S. Sperindei, The British School at Rome, 12 October 2017, Pontedera 2019, pp. 147–161 (in corso di pubblicazione)